# STS-83
STS-83 was een missie van de Amerikaanse Space Shuttle Columbia .

## Bemanning
- James D. Halsell (3), bevelhebber van de missie
- Susan L. Still (1), piloot
- Janice E. Voss (3), bevelhebber van de lading /missiespecialist 1
- Donald A. Thomas (3), missiespecialist 3
- Michael L. Gernhardt (2), missiespecialist 2
- Roger Crouch (1), draagvermogenspecialist 1
- Gregory Linteris (1), draagvermogenspecialist 2

tussen haakjes staat hoeveel vluchten de astronauten hebben gevlogen na STS-83

## Missie parameters
- Massa: 127.971 kg
- Landing shuttle met lading: 117.802 kg
- MSL-1 Spacelab Module: 10.169 kg
- Perihelium: 298 km
- Perigeum: 302 km
- Glooiingshoek: 28,5°
- Omlooptijd: 90,5 min

## Hoogtepunten van de missie
De missie werd gelanceerd op 4 april 1997 en was gepland om 15 dagen in een baan om de aarde te blijven, maar de missie werd verkort door een probleem met brandstofcel 2 van de shuttle en landde daarom op 8 april 1997 na 3 dagen en 23 uur. De NASA besloot deze missie opnieuw uit te voeren onder STS-94, die werd gelanceerd op 1 juli 1997.
De belangrijkste lading tijdens STS-83 was het Microgravity Science Laboratory (MSL).

## Tweede poging
De tweede poging van STS-83 was STS-94, die drie maanden na deze missie werd gelanceerd.